# Zivia Lubetkin
Zivia Lubetkin (in polacco Cywia Lubetkin, in ebraico צביה לובטקין, pseudonimo: Celina) (Byteń, 9 novembre 1914 – Lohamei HaGeta'ot, 14 luglio 1976) è stata un'antifascista e scrittrice polacca di origine ebrea, superstite dell'Olocausto. È stata uno dei leader della resistenza ebraica nel Ghetto di Varsavia e l'unica donna nel gruppo di comando del gruppo Żydowska Organizacja Bojowa (ŻOB).

## Biografia

### Gli anni prima della seconda guerra mondiale
Zivia Lubetkin nacque in Polonia a Byteń nei pressi di Słonim (che attualmente si trova in Bielorussia) in una tradizionale famiglia ebrea, il padre Ya’akov-Yizhak (1880-1942) originario di Byteń aveva una piccola attività di vendita alimentari, la madre era Hayyah Zilberman (1882-1942), Zivia aveva cinque sorelle e un fratello. 
In giovane età si unì al movimento giovanile del sionismo socialista Freiheit, trascorse un periodo presso il kibbutz di Kielce, nel 1938 Freiheit si unì al movimento HeHalutz formando il movimento Dror, Zivia si occupava dell'organizzazione dei centri di formazione ed era un membro rispettato del movimento. Frequentò dei programmi di hachshara, cioè di preparazione al trasferimento in Israele (aliyah) ma decise di non trasferirsi per non separarsi dalla famiglia e a causa dell'inizio della seconda guerra mondiale.
Nel 1939 prese parte come delegata al 21º Congresso sionista a Ginevra, allo scoppio della seconda guerra mondiale tornò in Polonia ed entrò a far parte del consiglio direttivo di Dror. Il 1º settembre del 1939, quando la Germania attaccò la Polonia il movimento stabilì di inviare i suoi vertici verso est, lontano dalle aree di combattimento, quando il 17 settembre l'Unione Sovietica invase la Polonia da est Zivia venne inviata a Leopoli, che era sotto il controllo sovietico, per organizzare le attività clandestine del movimento.

### Varsavia
Nel gennaio del 1940 raggiunse Varsavia, nelle fasi di costituzione del ghetto si occupò dell'organizzazione delle comunicazioni con l'esterno, negoziando con il American Jewish Joint Distribution Committee e lo Judenrat per l'erogazione di fondi a sostegno delle attività del movimento e proseguendo le attività clandestine del movimento Dror. In questo periodo conobbe e collaborò con Jitzhak Zuckerman che divenne poi suo marito.
Nell'autunno del 1941 giunsero a Varsavia notizie sugli accadimenti nel ghetto di Vilnius e del campo di sterminio di Chełmno, Zivia interruppe tutte le attività culturali e, insieme agli altri membri del movimento, si dedicò alla difesa attiva.
Nel marzo del 1942 fu tra i fondatori del Blocco Anti-Fascista, la prima organizzazione all'interno dei ghetti in Polonia a opporre resistenza armata. Il 28 luglio del 1942 vi fu la prima deportazione di massa dal ghetto di Varsavia verso il campo di sterminio di Treblinka, Zivia fu fra i fondatori dell'organizzazione combattente Żydowska Organizacja Bojowa (ŻOB) della quale divenne membro del gruppo di comando. Dal gennaio del 1943 prese parte alle operazioni di resistenza di ŻOB e fu tra gli organizzatori della rivolta del ghetto di Varsavia nell'aprile del 1943. 
Quando fu evidente che la rivolta era destinata al fallimento i comandi ŻOB stabilirono di inviare Zivia fuori dal ghetto tramite le canalizzazioni fognarie, il 10 maggio del 1943, con pochi combattenti riuscì a passare nella parte tedesca della città, le planimetrie delle canalizzazioni erano state fornite da un membro dell'Armia Ludowa. Nell'agosto del 1944 prese parte insieme ad un gruppo ŻOB nelle file dell'Armia Ludowa alla rivolta di Varsavia contro l'occupazione tedesca. Quando nel gennaio del 1945 le truppe sovietiche liberarono Varsavia, Zivia era uno dei 34 sopravvissuti alla rivolta. I suoi genitori e quattro delle sue sorelle erano decedute nell'Olocausto, una sorella e il fratello erano invece emigrati in Palestina.

### Dopo la guerra
Subito dopo la fine del conflitto mondiale fece parte dell'organizzazione Berihah, che organizzava l'emigrazione dei sopravvissuti all'Olocausto dell'Europa orientale verso l'Europa occidentale e il successivo trasferimento in Palestina; lei stessa desiderava trasferirvisi quanto prima, già nel marzo del '45 tentò di attraversare la Romania insieme ad Abba Kovner e altri compagni della resistenza. Vennero fermati, arrestati, rilasciati ma giunti a Bucarest vennero a sapere che il passaggio verso la Palestina attraverso la Romania era stato interrotto, tornarono quindi a Varsavia.
Continuò la sua collaborazione con i movimenti sionisti per facilitare l'emigrazione dei She'erit Ha-peletah ("sopravvissuti all'Olocausto"), l'integrazione dei quali in Palestina e nel futuro Stato di Israele rimase uno dei suoi ambiti di interesse principali. Nel giugno del 1946 riuscì infine a emigrare, nello stesso anno prese parte al 22º congresso sionista a Basilea come delegata. Nel 1947 lei e Jitzhak Zuckerman si sposarono, dal matrimonio nacquero due figli, Shimon (1947) e Yael (1949).
In Israele Zivia, il marito e altri reduci del ghetto di Varsavia fondarono il kibbutz Lohamei HaGeta'ot ("combattenti del ghetto"); all'interno del kibbutz fu una delle fondatrici nel 1949 del museo chiamato Ghetto Fighters' House, (ufficialmente Itzhak Katzenelson Holocaust and Jewish Resistance Heritage Museum, Documentation and Study Center).
Nel 1961 Zivia e il marito vennero chiamati a testimoniare nel processo contro Adolf Eichmann.
Morì nel 1978 nel kibbutz all'età di 64 anni, dopo lunga malattia. Lo stesso anno nacque una nipote che fu la prima donna pilota delle Forze di difesa israeliane.

## Opere
- In the days of destruction and revolt, Tel Aviv, 1979